# Епархия Такуарембо
Епархия Такуарембо (лат. Dioecesis Tacuarembiana) — епархия Римско-Католической Церкви с центром в городе Такуарембо, Уругвай. Епархия Такуарембо распространяет свою юрисдикцию на департаменты Такуарембо и Ривера. Епархия Такуарембо входит в митрополию Монтевидео. Кафедральным собором епархии Такуарембо является церковь святого Фруктуоза в городе Такуарембо.

## История
22 октября 1960 года Римский папа Иоанн XXIII издал буллу "Quod impiger", которой учредил епархию Такуарембо, выделив её из епархии Флориды.

## Ординарии епархии
- епископ Carlos Parteli Keller (3.11.1960 — 26.02.1966) — назначен архиепископом Монтевидео;
- епископ Miguel Balaguer (26.02.1966 — 28.01.1983);
- епископ Daniel Gil Zorrilla SJ[1] (28.01.1983 — 08.03.1989) — назначен епископом Сальто;
- епископ Julio César Bonino Bonino (20.12.1989 — 08.08.2017).
- епископ Педро Игнасио Волкан Олано (с 19 июня 2018 года).

## Источник
- Annuario Pontificio, Libreria Editrice Vaticana, Città del Vaticano, 2003, ISBN 88-209-7422-3
- Булла Quod impiger, AAS 53 (1961), стр. 472 (лат.)